# Shoplifters of the World Unite
«Shoplifters of the World Unite» - en español ¡Ladrones de tiendas del mundo, uníos! -  es una canción de la banda británica The Smiths. Fue lanzado como sencillo en enero de 1987, alcanzando el puesto #12 en el UK Singles Chart. Como era a menudo en el caso de los sencillos de The Smiths, no apareció en un álbum de estudio original. Se puede encontrar en las recopilaciones Louder Than Bombs, Singles y The World Won't Listen. 
Otra canción recién terminada, "You Just Haven't Earned It Yet, Baby", fue originalmente destinada a ser el sencillo.  

## Lanzamiento
El sencillo llegó a la prueba de etiqueta blanca de prensado y aproximadamente 900 ejemplares fueron fabricados antes de que se publicase como tal. Esta mezcla"abortada" se puede escuchar en la compilación del Reino Unido The World Won't Listen, mientras que la canción fue remezclada para la compilación publicada en Estados Unidos Louder Than Bombs. 

### Estructura
Musicalmente, la canción tiene un gran parecido a la canción de T. Rex "Children of the Revolution". Tanto Morrissey y Johnny Marr son fanes de Marc Bolan, y Marr ha admitido en una entrevista que la melodía de un sencillo anterior, "Panic", fue copiado de "Metal Guru". También musicalmente suena como "The Boys Are Back in Town", de Thin Lizzy. Johnny Marr ha declarado su mucho amor por Phil Lynnott algunas veces. 
Morrissey ha dicho que esta es su canción favorita de The Smiths. La cantó en sus presentaciones de 1995, 1997, 1999/2000, 2004 y sus conciertos de 2007.

### Significado
Durante una charla con Shaun Duggan, Morrissey explicó el significado de la canción de la siguiente manera: "Es más o menos un robo espiritual, hurto cultural, tomando las cosas y utilizándolas para su propia ventaja." 

## Portada
Como ya era costumbre dentro de la banda, la portada del sencillo contenía una fotografía vintage, en este caso de Elvis Presley, tomada por James R. Reid, en los primeros años de su carrera (ca. 1955).

## Lista de canciones

### 7": Rough Trade / RT195 (UK)
1. «Shoplifters of the World Unite»
2. «Half a Person»

### 12": Rough Trade / RTT195 (UK)
1. «Shoplifters of the World Unite»
2. «London»
3. «Half a Person»

- Datos: Q3959711